# Округ Бун (Кентаки)
Округ Бун (енгл. Boone County) је округ у америчкој савезној држави Кентаки.

## Демографија
По попису из 2010. године број становника је 118.811, што је 32.82 (38,2%) становника више него 2000. године.
| Група             | 2000.          | 2010.           |
| Белци             | 80.871 (94,0%) | 106.955 (90,0%) |
| Афроамериканци    | 1.306 (1,5%)   | 2.992 (2,5%)    |
| Азијати           | 1.108 (1,3%)   | 2.534 (2,1%)    |
| Хиспаноамериканци | 1.702 (2,0%)   | 4.205 (3,5%)    |
| Укупно            | 85.991         | 118.811         |